# 徐世昌
徐世昌（1855年10月23日—1939年6月5日），字卜五，號菊人，又号水竹邨人、弢斋、东海。生于河南省卫辉府府城汲縣（今河南省卫辉市），籍贯天津，祖籍浙江，逝世于天津市，清末民初北洋政府官僚，曾任慶親王內閣的協理大臣（副總理）。馮國璋代理黎元洪辭職所餘第一任大總統任期後，1918年，徐世昌獲段祺瑞控制的安福國會支持，選舉為第二任中華民國大總統。徐世昌曾是袁世凯支持者，亦是稱帝的反對者，與北洋軍閥關係密切。

## 生平

### 早年生涯
祖籍浙江省宁波府鄞县，天津图书馆馆藏档案记其籍贯为“浙江鄞县”。其祖辈明季北迁燕京，清兵入关时南逃天津，落籍天津，是为天津寿岂堂徐氏。曾祖父、祖父在河南为官，故出生于河南省卫辉府府治汲县（今卫辉市）城内曹营街。徐世昌的父母徐嘉贤夫妇和夫人曹氏、祖父母徐思穆夫妇、高祖父母徐印川夫妇和曾祖父母徐新夫妇等人都安葬于卫辉的唐岗村，徐世昌后来在卫辉城内贡院街修建了徐氏宗祠。
光緒四年（1879年），徐世昌与袁世凯在河南开封结義为兄弟，得袁资助北上应试。先中光緒八年（1882年）壬午科順天鄉試举人，光绪十二年（1886年），以天津籍中進士，同年五月，选入翰林院任庶吉士。光緒十五年四月，散館，授翰林院編修。1895年，徐世昌与袁世凯、张之洞等都列名参加强学会，并出资赞助。
1897年，袁世凯小站练兵时，徐兼任新建陆军参谋营务处总办，是袁世凯的幕僚之一，此后累获擢升。1905年，袁世凯创建新式警政，保举徐世昌为巡警部尚书，负责京师治安。是出洋考察五大臣之一。
1906年1月9日，清廷補授徐世昌、鐵良為軍機大臣:16。8月18日，督辦鐵路大臣唐紹儀商巡警部尚書徐世昌，所有鐵路警察請一律歸巡警部辦理:36。
1907年1月11日，農工商部尚書載振、民政部尚書徐世昌面奏東三省情形，長春南、北分為日、俄勢力範圍:59。4月20日，清廷諭改盛京將軍為东三省总督兼管三省将军事务，徐世昌補授東三省總督兼管三省將軍事務，並授為钦差大臣:69-70。中国东北改设行省，其时东北处于日、俄争霸之中，清帝國的根本屢被蚕食。4月29日，東三省總督徐世昌奏准將陸軍第三鎮及第二、四、五鎮內抽撥步炮馬各隊成立兩混成旅，移駐東三省，填扎外兵撤退地區:70。8月7日，東三省總督徐世昌、奉天巡撫唐紹儀與駐奉天美總領事司戴德簽訂備忘錄，由哈利曼投資修建新（民屯）法（庫）鐵路，旋因美金融恐慌，改請英商投資，8月12日日代公使阿部守太郎就此事照會外務部，提出抗議:82。8月17日，東三省總督徐世昌奏請奉省速行開放政策，使成為各國通商重鎮，並大借外債，為銀行、鐵路、開礦、墾荒之用:83。9月2日，東三省總督徐世昌奏請裁撤驛站，設立文報局:85。10月13日，清政府議准東三省總督徐世昌先借外債千萬，辦理東三省新政:91。10月26日，湖北按察使梁鼎芬奏劾奕劻、袁世凱貪私誤國，徐世昌、楊士驤、陳夔龍等夤緣比附，清廷詔以其摭拾空言，有意沽名，傳旨申斥:92。11月3日，外務部就俄公使璞科第稱黑龍江東岸六十四屯，條約實係俄界，無從歸還一事，電咨東三省總督徐世昌確查核辦:93。11月6日，東三省總督徐世昌、奉天巡撫唐紹儀，與英國保齡公司訂立修築新（民）法（庫門）鐵路草合同，借款50萬鎊:94。徐世昌多所举措，采取开商埠、借国债、连与国、修铁路等一系列措施；并在东北推行新政，以此来抵制日俄对中国东北的控制。
1909年，袁世凯被摄政王载沣罢黜，徐世昌自请病退，调任邮传部尚书、津浦铁路督办。在邮传部尚书任上期间，经上奏清廷批准，徐世昌于北京府右街创办了铁路管理传习所，这所学校被认为是北京交通大学的前身，徐世昌也被认为是北京交通大学的创始人之一。

### 促使清廷启用袁世凯

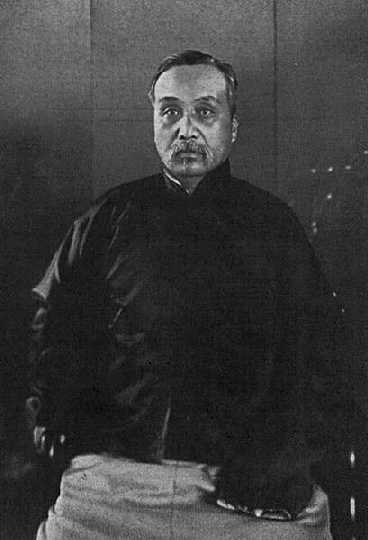
徐世昌長袍照

1911年5月，清廷设慶親王內閣（皇族内阁），徐成为仅有的四名汉人内阁成员之一，任协理大臣（副总理）。辛亥革命爆发，徐力主起用袁世凯镇压革命。同年11月，袁出任内阁总理大臣，徐任军谘大臣、加太保衔。袁世凱就任中華民國臨時大總統後，徐方向清室請辭。1912年3月，袁世凯继任中华民国临时大总统，徐力辞太保，隐居青岛观望时局变化。
1914年5月，袁世凱據新的《中华民国约法》，改責任內閣制為總統制，任命徐世昌為国务卿。

### 反对袁世凯称帝
1915年10月，袁世凱想當皇帝的野心，已是昭然若揭，徐世昌以病求去，27日，袁世凱命陸徵祥暫兼代理國務卿。徐世昌后退居河南辉县水竹村。12月20日，袁世凯称呼徐世昌、赵尔巽、李经羲、张謇为“嵩山四友”。1916年3月21日 ，袁世凯內外交困，只得再任命徐世昌为国务卿。徐在公私两方面为袁效力。因要求讨袁护国军停战议和遭到拒绝，徐任职仅一月，力荐段祺瑞继任。
袁世凱死後，黎元洪任大總統，段祺瑞任國務總理。二人不久即發生府院之爭，徐以北洋元老资格应邀抵北京，调解黎元洪和段祺瑞之间的纷争。1917年7月，張勳復辟失敗後，黎元洪去職，馮國璋代理大總統，又與國務總理段祺瑞不和，徐世昌多次斡旋馮段二人矛盾。

### 当选大总统

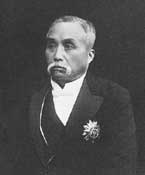
徐世昌就任中华民国大总统时的照片

冯国璋的代总统任期将于1918年10月屆满，8月12日冯宣布不参加來屆总统选举，9月4日，皖系操纵的安福国会投票推选徐世昌为总统。10月10日，徐世昌在就职典礼上宣誓：“惟是事变纷纭，趋于极轨，我国民之所企望者，亦冀能解决时局，促进治平耳。而昌之所虑，不在弭乱之近功，而在经邦之本计。不仅囿于国家自身之计划，而必具有将来世界之眼光。敢以至诚极恳之意，为我国民正告之。”说眼前最要紧之事，“佥曰南北统一，求统一之方法，固宜尊重和平”。内政之外，还当求自立于世界之道，国家权力之发展、国际地位之保持，亦为国家存亡之关键。因此他主张“偃武修文”，随于11月16日命令北军罢战退兵，次年（1919年）2月於上海召开南北“议和会议”，但无结果。
1919年五四運動發生時，徐被迫免去曹汝霖、章宗祥及陸宗舆的職務，以缓和全国舆论的反对。同年，严修、张伯苓为创办南开大学而募款，徐世昌私人捐款八万元。
同年10月，命徐樹錚率西北邊防軍第一師進入外蒙古，以武力迫使其在11月17日正式取消自治，回歸中國。
在北洋军阀各派系的斗争中，徐世昌惯以元老身分和居间调和者的角色因势操纵。1920年7月爆发直皖战争，皖系失败，徐依旧担任大总统。
1922年第一次直奉戰爭後，直系獲勝，控制北洋政府。曹锟、吴佩孚幕后操纵老国会指徐世昌總統為非法，迫其在6月2日去職。自此，徐世昌退出政界，居住天津英租界。

### 晚年
徐世昌晚年，日本嘗試邀徐出任华北臨時政府官職，徐世昌拒绝任職。 
1939年6月6日，徐世昌病逝於天津，享壽83岁。先寄葬于天津桃园村英国公墓，后与夫人一起归葬于河南辉县百泉镇苏门山东侧，文革年代墓地被毁。
國民政府主席林森得知徐全節而終，於陪都重慶頒褒揚令：徐世昌，国之耆宿，望重群伦。比年息影津门，优游道素。寇临华北，屡思威胁利诱，逞劂阴谋，独能不屈不挠，凛然自守，亮风高节，有识同钦……

## 轶事

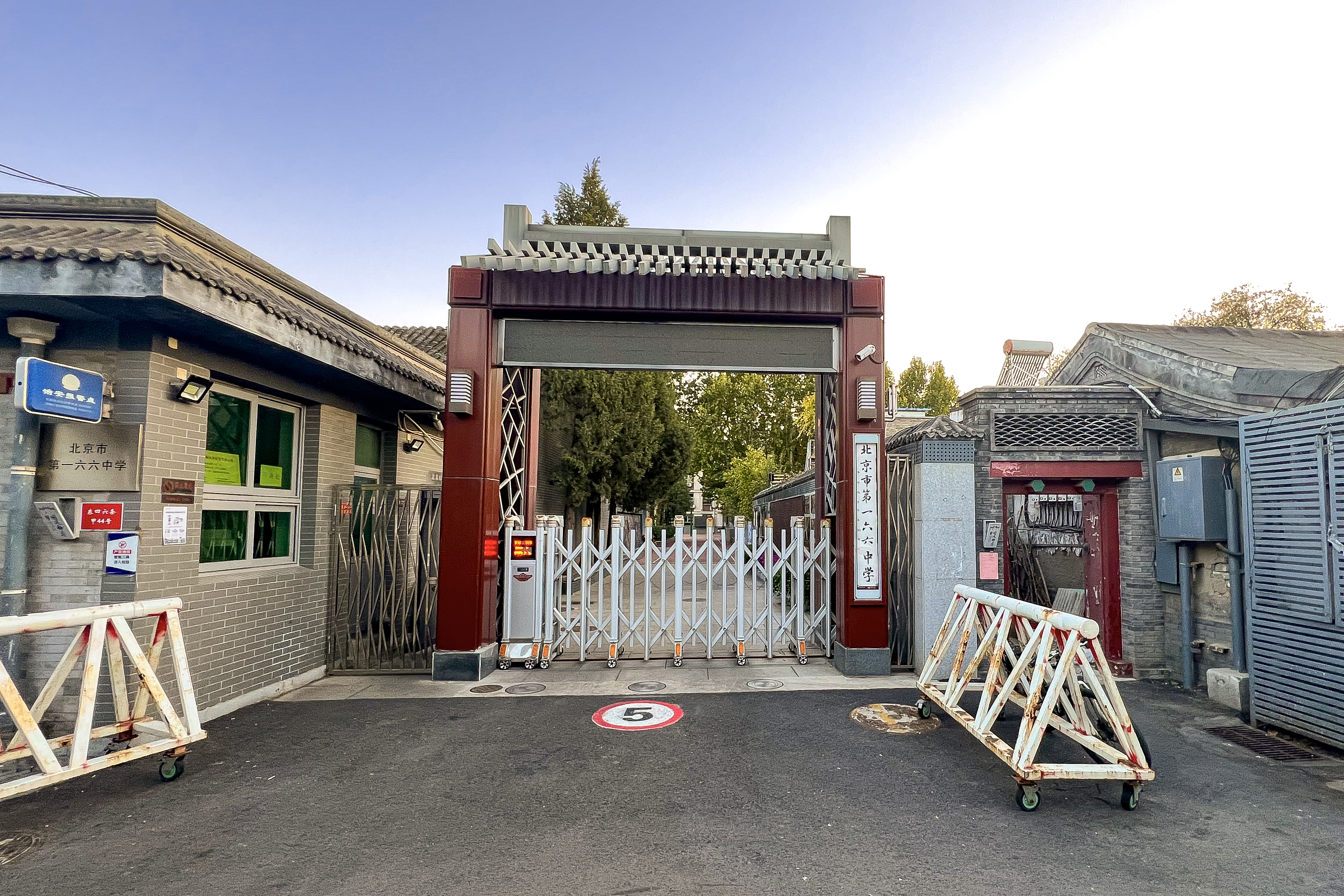
北京市第一六六中学东校区（原128中学）所在地为徐世昌旧居

- 袁世凯说，“天下翰林真能通的我眼里只有三个半，张幼樵、徐菊人、杨莲府，算三个全人，张季直算半个。”[14]

- 徐世昌先后娶卫辉曹氏和辉县席无棣为妻，有二女，皆早亡，徐曾经在辉县百泉“水竹村”置办田宅。

- 徐世昌總統任內，曾成立国立北平艺术专科学校，即後來中央美術學院前身。

- 徐为阻新文化运动的高涨，极力支持“尊孔读经”；又投巨资在法国建中国学院，送大批中國青年学生出国学习。

- 徐世昌退出政界後，於天津「退耕堂」過隱逸生活，借助僚友门客编撰书籍20餘种。徐世昌著有《欧战后之中国》（巴黎大学名誉博士论文）、《退耕堂政书》、《大清畿辅先哲传》、《书髓楼藏书目》、《东三省政略》等书。

- 徐世昌詩、書、畫俱曉。書畫作品頗有聲譽，曾在中國、日本及國外畫展中展出。位于安阳的袁林的墓碑“大总统袁公世凯之墓”九个大字为徐世昌所写。

- 徐世昌在京私宅位于东四五条胡同附近的北豆芽菜胡同六号和三十三号（1927年），大院内有“归云楼”、“书髓楼”、“弢斋”等书斋。

- 徐世昌在北洋内部有「六卦先生」之称，即八卦中无乾坤两卦，寓意浑天黑地，指徐世昌手腕高明老辣。[15]

- 北洋将领去世时，段祺瑞前往吊丧，曾对友人说，“今天我泪别老友，来日菊人有这么一天时，我恐怕没有眼泪哭他”。因徐世昌利用政治手腕拉拢段的老部下靳云鹏倒段，致使第二次段内阁倒台，从此段与徐决裂。[16]

## 徐世昌内阁

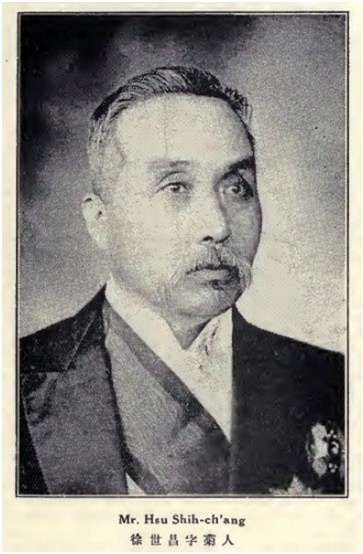

### 1914年徐世昌内阁
1914年5月1日-1915年10月26日。国务卿徐世昌、外交總長孫寶琦、內務總長朱啟鈐、財政總長周自齊、陸軍總長段祺瑞、海軍總長劉冠雄、司法總長章宗祥、教育總長湯化龍、農商總長張謇、交通總長梁敦彥。待續。

### 1916年徐世昌内阁
1916年3月22日-1916年4月22日。袁世凯撤销帝制，特任徐世昌为国务卿。4月22日，因北洋、民党议和失败，徐世昌组阁失败，同日，段祺瑞任国务卿。

## 主要編著書目
- 《清儒學案》
- 《顏李遺書》
- 《弢齋述學》
- 《大清畿輔先哲傳》
- 《歐戰後之中國》（巴黎大學名譽博士論文）
- 《退耕堂政書》
- 《東三省政略》
- 《將吏法言》
- 《弢養齋日記》
- 《大清畿輔書徵》
- 《書髓樓藏書目》
- 《晚晴簃所藏清人別集目錄》
- 《晚晴簃未選詩集目錄》
- 《元逸民畫傳》
- 《百硯譜》
- 《國樂譜》
- 《古文典範》
- 《明清八家文鈔》
- 《水竹村人集》（又名《徐大總統詩集》）
- 《歸雲樓集》
- 《海西草堂集》
- 《退耕堂集》
- 《竹窗楹語》
- 《藤墅儷言》
- 《揀珠錄》
- 《晚晴簃詩匯》（又名《清詩匯》）